# Édouard Adjanohoun
Édouard Joshua Adjanohoun est un universitaire de nationalité béninois né le 05 novembre 1928 à Ouidah au Bénin et mort le 16 janvier 2016 à Bruges en France et le premier botaniste noir et premier Recteur de l’université du Dahomey aujourd’hui Université d’Abomey-Calavi (Uac),

## Biographie

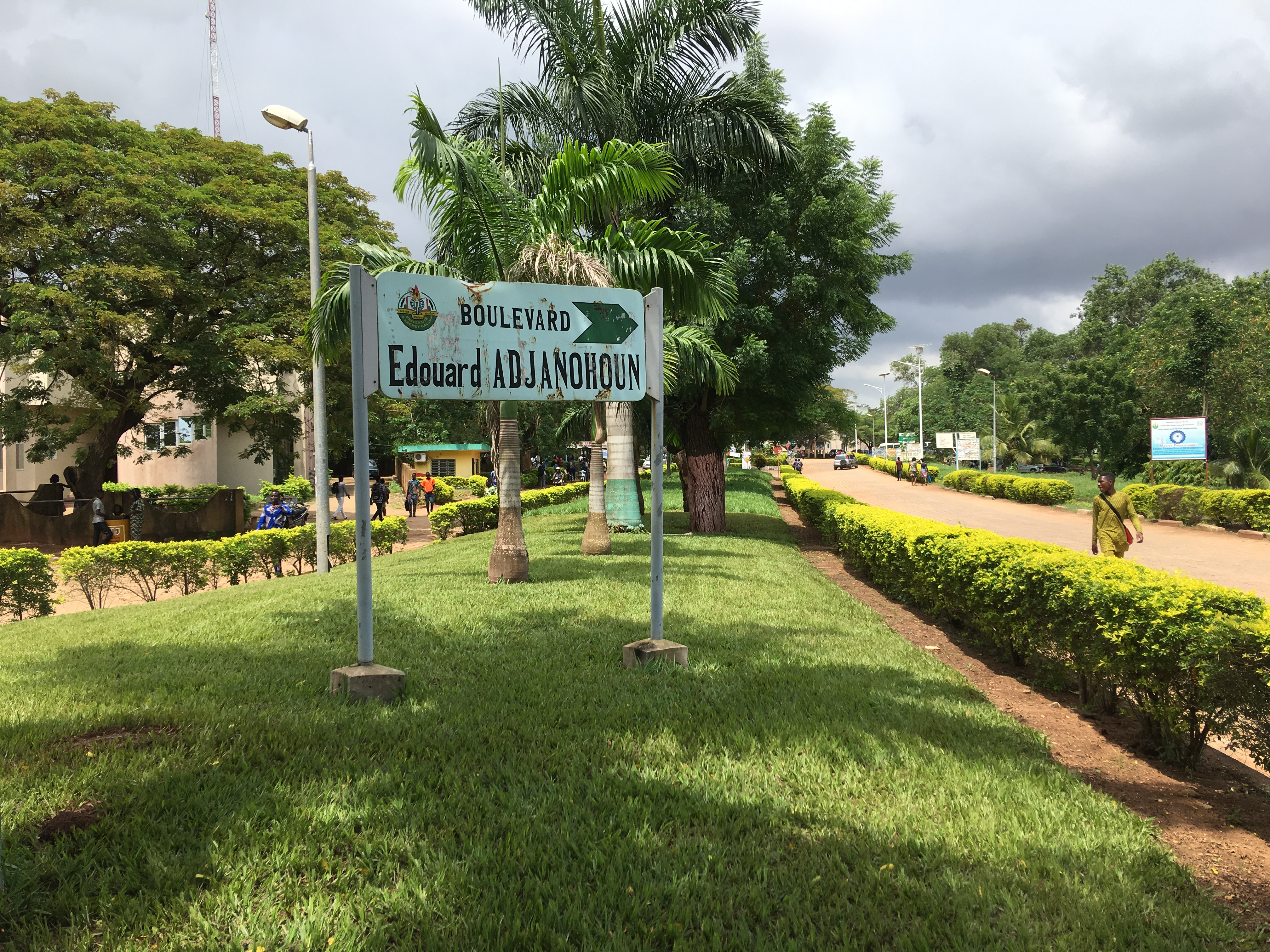
Boulevard Édouard Adjanohoun, à l'entrée du campus d'Abomey-Calavi.

### Formation universitaire
Après avoir obtenu, en juin 1956, un DESS en sciences naturelles à l'université d'Orsay, il soutient en 1963 dans la même université une thèse  d'État consacrée à la végétation en Côte d'Ivoire. 

### Début de carrière
En 1970, il crée le jardin botanique et zoologique de l'université d'Abomey-Calavi. Il a été professeur titulaire de la chaire de Botanique et Biologie Végétale de l'université d'Abidjan en 1966, professeur de botanique et de biologie végétale à l'université de Bordeaux III de 1976 à 1990. Il a également été vice-président du Conseil scientifique africain, président du Comité interafricain de l'Organisation de l'unité africaine pour la médecine traditionnelle et les plantes médicinales africaines en 1988.
Recteur honoraire de l'université nationale du Bénin, il est titulaire de la chaire de botanique en 1982. Il crée et dirige le Centre pilote régional de la biodiversité africaine (CENPREBAF) des Jardins botanique et zoologique du campus universitaire d'Abomey-Calavi au Bénin. En septembre 2012, les jardins, l'allée centrale de l'université et le bâtiment du rectorat prennent son nom. Il est professeur émérite de l'université Bordeaux-Montaigne de 1990 à 2003.

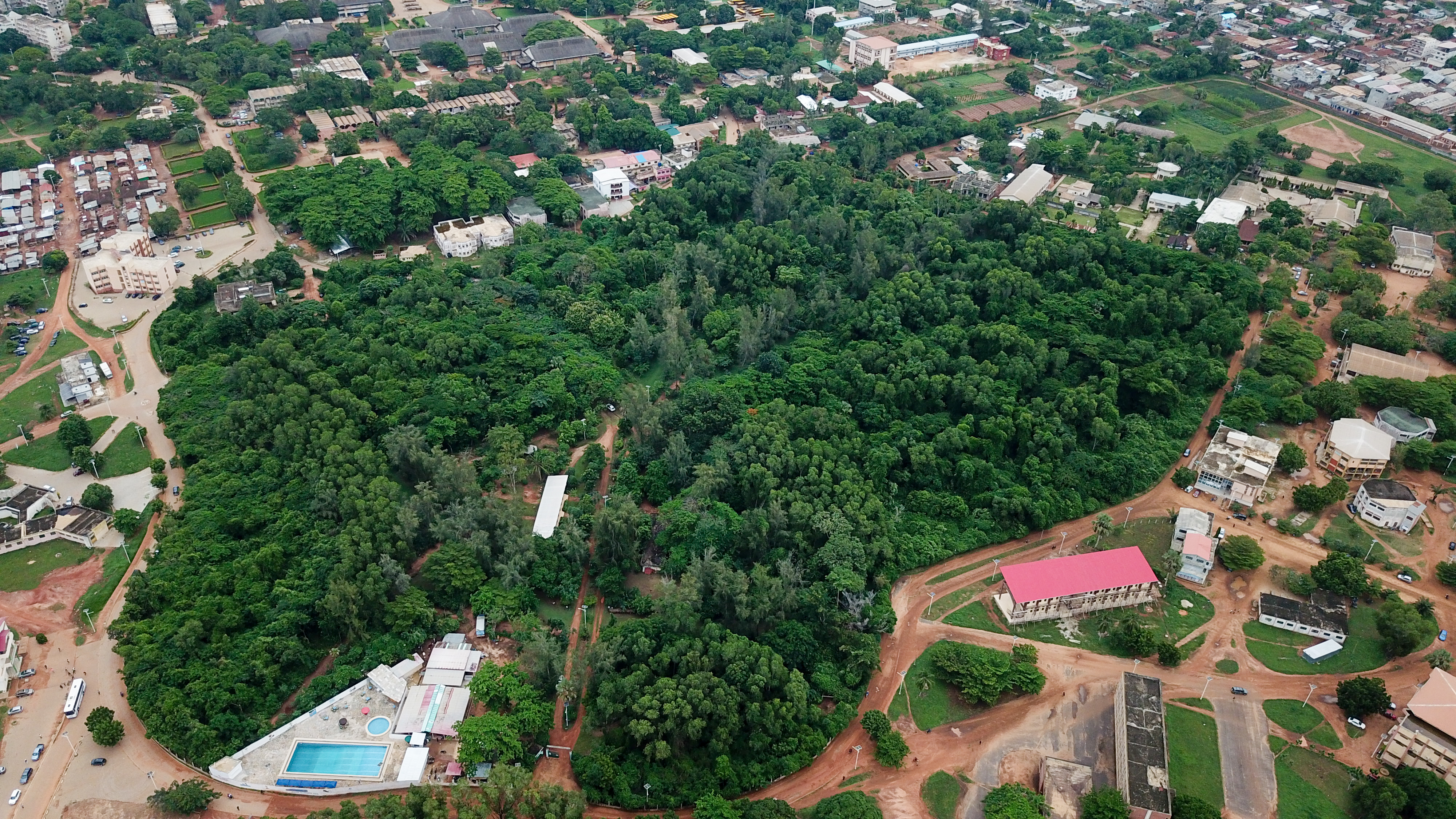
Situé au cœur de l'université d'Abomey-Calavi, il a été créé en 1970 par Édouard Adjanohoun.

## Domaines de compétence
- Botanique
- Écologie
- Plante médicinale

## Publications
- Végétation des savanes et des rochers découverts en Côte d'Ivoire Centrale, ORSTOM, Paris, France, 1964, 253 p.
- Contribution aux études ethnobotaniques et floristiques en République populaire du Bénin. Médecine traditionnelle et pharmacopée, Agence de coopération culturelle et technique, 1989, 895 p.

### Décès
Édouard Adjanohoun est mort le 16 janvier 2016 à Bruges en France dans sa 88ème annéé.

## Récompenses et distinctions
- Chevalier de l'ordre national du Dahomey (1966)[6].
- Officier de l'ordre national du Dahomey (1970)[6],[7].
- Officier de l'ordre national de Côte d'Ivoire (1968)[7].
- Chevalier de la Légion d'honneur (1973)[8].
- Officier de l'ordre des Palmes académiques (1984)[n 1],[8].
- Professeur émérite de l’université Bordeaux-Montaigne (1990-2003)[8].